# Jan Kościelny
Jan Maciej Kościelny (ur. 4 kwietnia 1949 w Częstochowie) – polski naukowiec i nauczyciel akademicki, profesor dr hab. informatyki i robotyki, pracownik Politechniki Warszawskiej, członek Komitetu Automatyki i Robotyki PAN

## Życiorys
Absolwent liceum im. R. Traugutta. W 1973 ukończył z wyróżnieniem studia magisterskie na Wydziale Mechaniki Precyzyjnej na specjalności automatyka i rozpoczął pracę w Instytucie Automatyki Przemysłowej Politechniki Warszawskiej (PW). Pracę doktorską obronił z wyróżnieniem w 1980 na Wydziale Mechaniki Precyzyjnej PW, a w 1991 uzyskał stopień naukowy doktora habilitowanego nauk technicznych na Wydziale Elektroniki i Technik Informacyjnych PW (kierunek automatyka i robotyka). W 2003 uzyskał tytuł Profesora nauk technicznych
Prowadził zajęcia dydaktyczne z wielu przedmiotów z zakresu automatyki i diagnostyki dla Wydziałów Mechatroniki, Elektroniki, Mechaniczno–Technologicznego, Samochodów i Maszyn Roboczych, a także na studiach podyplomowych. Przykładem są wykłady z przedmiotów: Podstawy Automatyki, Automatyzacja Procesów Ciągłych, Systemy Automatyki, Zdecentralizowane Układy Sterowania, Diagnostyka Procesów Przemysłowych, Metody Diagnostyki Urządzeń i Procesów.
W początkowym okresie pracy zajmował się zagadnieniami komputerowego wspomagania projektowania układów automatyki oraz projektowania komputerowych systemów automatyki ze szczególnym uwzględnieniem ich niezawodności i diagnostyki. Późniejsze badania zostały ukierunkowane na zagadnienia diagnostyki procesów przemysłowych i systemów mechatronicznych oraz układy regulacji tolerujące uszkodzenia. Tematami badań były m.in. problemy diagnostyki układów dynamicznych, takie jak rozróżnialność uszkodzeń, uszkodzenia wielokrotne, niepewności i opóźnienia symptomów, zmienność struktury obiektu, a także metody detekcji i lokalizacji uszkodzeń oraz zagadnienia projektowania systemów diagnostycznych.
Kierował zespołem PW w 3 grantach Unii Europejskiej oraz prowadził ponad 80 innych projektów badawczych, w tym: granty MNiSZW, KBN, NCN oraz wiele prac dla przemysłu. Rezultatem praktycznym badań były m.in.: systemy monitorowania procesów przemysłowych OSA i OSA2, zastosowane w ponad 20 zakładach przemysłowych oraz systemy diagnostyki procesów: DIAG, AMandD oraz DiaSter wdrożone w kilku przedsiębiorstwach.
Jest autorem lub współautorem ponad 280 prac naukowych, w tym 7 monografii książkowych, 38 rozdziałów w książkach, 84 artykułów, 154 referatów, a także 3 patentów. Uzyskał 5 nagród Ministra i 8 Rektora PW za działalność naukową i dydaktyczną. Wypromował 8 doktorów, prowadzi 3 kolejne prace doktorskie. Recenzował 8 prac habilitacyjnych i 28 prac doktorskich. Recenzował także publikacje do wielu renomowanych czasopism naukowych, m.in.: Automatica, IEEE Transactions on Automatic Control, IEEE on System Man and Cybernetics, European Journal of Control, Engineering Applications of Artificial Intelligence, Neurocomputing, IEEE Transactions on Aerospace and Electronic Systems, IEEE Transactions on Control Systems Technology, International Journal of Adaptive Control and Signal Processing.

## Stanowiska
- Dyrektor Instytutu Automatyki i Robotyki Politechniki Warszawskiej (od 2012)
- Kierownik Zakładu Diagnostyki i Monitorowania Procesów w Instytucie Automatyki i Robotyki Politechniki Warszawskiej (2006-2012)
- Zastępca dyrektora ds. Naukowych w Instytucie Automatyki i Robotyki Politechniki Warszawskiej (1997-2005)

## Członkostwa
- Członek Komitetu Automatyki i Robotyki PAN (2007-2015)
- Członek Technical Committees TC 6.4. Fault Detection, Supervision&Safety of Techn. Processes-SAFEPROCESS of IFAC, (2008-2015)
- Członek International Editorial Board kwartalnika International Journal of Applied Mathematics and Computer Science, (2000-2015)
- Redaktor czasopisma Pomiary-Automatyka-Kontrola (1997-2015).
- Członek Senatu PW w latach 2002-2005
- Członek ponad 100 komitetów naukowych konferencji krajowych i międzynarodowych.

## Nagrody, wyróżnienia, odznaczenia
- Nagroda Ministra NSZWiT indywidualna, za osiągnięcia naukowe, stopnia 3, 1981,
- Nagroda Ministra NiSZW zespołowa, za osiągnięcia naukowe, stopnia 3, 1987,
- Nagroda Rektora PW zespołowa, za osiągnięcia naukowe, 1988.
- Nagroda Rektora PW indywidualna, stopnia 2, za osiągnięcia naukowe, 1993,
- Nagroda Rektora PW indywidualna, stopnia 2, za osiągnięcia naukowe, 1997,
- Nagroda Rektora PW zespołowa, stopnia 2, za osiągnięcia naukowe, 1999,
- Nagroda Ministra Edukacji Narodowej i Sportu, indywidualna, za monografię, 2002,
- Nagroda Ministra Edukacji Narodowej i Sportu, zespołowa, za monografię, 2003,
- Nagroda Rektora PW, zespołowa, stopnia 1, za osiągnięcia naukowe, 2005.
- Nagroda Rektora PW, zespołowa, stopnia 1, za osiągnięcia naukowe, 2009-2010.

## Ważne publikacje
1. Kościelny J.M.: Fault Isolation in Industrial Processes by Dynamic Table of States Method. Automatica, Vol.31, No.5, 1995, 747-753,
2. Kościelny J.M.: Diagnostyka zautomatyzowanych procesów przemysłowych. Akademicka Oficyna Wydawnicza EXIT, Warszawa 2001, (1-418)
3. Korbicz J., Kościelny J.M., Kowalczuk Z., Cholewa W. (ed). Fault Diagnosis. Models, artificial intelligence, application. Springer, 2004, (1- 920)
4. Kościelny J.M., Bartyś M., Rzepiejewski P., Sá da Costa J.: Actuator fault distinguishability study. Control Engineering Practice (Elsevier) 14, 2006, 645-652
5. Kościelny J.M., Bartyś M., Syfert M.: Method of Multiple Fault Isolation in Large Scale Systems. IEEE Transactions on Control Systems Technology. Vol. 20, No.5, 2012, 1302 – 1310.